# Lennart Häggroth
Hans Lennart Häggroth (2. března 1940, Övertorneå – 28. srpna 2016, Skellefteå) byl švédský hokejista, brankář. Se švédskou reprezentací vyhrál mistrovství světa 1962. Na tomto turnaji byl vyhlášen nejlepším brankářem. Ze světového šampionátu má i stříbro z roku 1963. Z olympijských her v Innsbrucku konaných roku 1964 si přivezl také stříbrnou medaili. Za národní tým nastupoval v letech 1960 až 1965 a odchytal v něm 65 zápasů. Švédskou nejvyšší soutěž hrál za Skellefteå AIK. Již během hráčské kariéry se u něj rozvinul alkoholismus. Popsal tuto zkušenost v knize Himmel och helvete: Min väg till framgång och kampen mot spriten. Popsal zde i alkoholovou kulturu, jež v jeho době vzkvétala i ve švédské reprezentaci. Po skončení hráčské kariéry a vyléčení z alkoholismu se stal sociálním pracovníkem a pomáhal závislým na alkoholu a drogách. Jako hráč měl přezdívku Klimpen ("Knedlík").